# Brandoñas (Zas)
Brandoñas (llamada oficialmente Santa María de Brandoñas) es una parroquia española del municipio de Zas, en la provincia de La Coruña, Galicia.

## Entidades de población
Entidades de población que forman parte de la parroquia:
- Borreiros
- Currais[4] (Os Currais)
- Gris[5] (A Gris)
- Pedrouzos[6] (Os Pedrouzos)
- Xestosa[7] (A Xestosa)

## Demografía
| Gráfica de evolución demográfica de Brandoñas entre 2000 y 2019 |
|                                                                 |
| Datos según el nomenclátor publicado por el INE.                |